# 秋山紀夫
秋山 紀夫（あきやま としお、1929年3月26日 - ）は、日本の指揮者、吹奏楽指導者、吹奏楽史研究家。

## 人物
1956年、戦後初の第4回全日本吹奏楽コンクール全国大会に埼玉県立大宮工業高等学校の指揮者として出場する。その後、大宮市立桜木中学校とソニー吹奏楽団の指揮者としても全日本吹奏楽コンクール全国大会に出場する。1963年に教員を1年間休職し渡米する。アメリカ各地の吹奏楽を視察し、イーストマン音楽学校へ留学したり、ミッドウェスト・クリニックに日本人として初めて参加する。その後、ヨーロッパ各地の吹奏楽を視察する。帰国後、教職を務めながら海外で見聞した吹奏楽指導法を書籍や教則本にまとめたり、アメリカの吹奏楽専門書の翻訳をする。日本吹奏楽指導者協会や全日本吹奏楽連盟をはじめとする吹奏楽関連団体の要職を務め、国際交流活動にも尽力する。アメリカのミッドウェスト・クリニックに参加しその様子を日本で紹介したり、海外の吹奏楽指導者を日本に招聘し指導や指揮をしてもらったり、海外の吹奏楽作品をNHK-FM放送「ブラスのひびき」や吹奏楽専門誌、講習会、WEBで積極的に紹介し書籍にまとめるほか、世界吹奏楽協会、アジア・太平洋吹奏楽指導者協会、JBA-ABA合同会議等の国際会議・大会の取り纏めを行う。また国内では全国各地で吹奏楽指導者講座「誰にでもできる吹奏楽指導講座」を開き、吹奏楽指導者のレベルの底上げに尽力する。1985年からは台湾にも訪問し、台湾バンドクリニック（臺灣國際管樂藝術節）等で吹奏楽講座を開き指導者やバンドのレベルの底上げに尽力する他、台湾吹奏楽指導者協会（台灣管樂指導者聯盟）の設立にも貢献したので、「台湾吹奏楽の父」と称されるようになる。一方、吹奏楽の歴史の研究にも熱心で「吹奏楽の歴史 〜学問として吹奏楽を知るために〜」、「吹奏楽「昭和の資料集」～吹奏楽の歩み：初期から成熟期にかけて～」等の書籍にまとめる。特に、日本最初の吹奏楽団である薩摩バンドを指導したジョン・ウィリアム・フェントンの生涯についての研究では、フェントンの晩年を調べあげ墓地を特定する功績を残す。深い親交のあったアメリカの作曲家アルフレッド・リードの生涯についても研究している。

## 略歴
- 1941年　埼玉県大宮工業学校(現 埼玉県立大宮工業高等学校)入学し、音楽部でコルネット奏者として活動。
- 武蔵野音楽大学卒業
- 埼玉県内の公立学校教員を務める。
- 1951年　大宮市立桜木中学校に新制中学校として県内初となる吹奏楽部を創設。
- 1956年　東京芸術大学器楽科内地留学
- 1963年　教職を1年間休職し、イーストマン音楽学校ほかへ留学。

- 1958年-2000年　ソニー吹奏楽団常任指揮者
- 1959年-1969年　埼玉県吹奏楽連盟初代理事長
- 1961年-1973年　関東吹奏楽連盟副理事長
- 1969年-1999年　武蔵野音楽大学講師
- 1973年-1983年　全日本吹奏楽連盟副理事長
- 1993年-1997年　日本吹奏楽指導者協会会長
- 1994年-1996年　アジア・太平洋吹奏楽指導者協会会長
- 1996年-????年　アジア・太平洋吹奏楽指導者協会名誉会長

現在
- 埼玉県吹奏楽連盟会長
- アジア・太平洋吹奏楽指導者協会前職待遇名誉会長[注 3][16]（????年 - ）
- 日本吹奏楽指導者協会名誉会長（2003年 - ）[17]
- 日本高等学校吹奏楽連盟顧問[18]
- 浜松市音楽文化名誉顧問[19]
- 日本吹奏楽指導者クリニック名誉顧問[20]
- 台湾バンドクリニック（臺灣國際管樂藝術節）名誉顧問[4]
- 埼玉国際音楽交流協会顧問（2014年 - ）[21]
- アメリカ吹奏楽指導者協会（American Bandmasters Association）名誉会員（1983年 - ）[22]
- 世界吹奏楽協会名誉会員（1995年 - ）[23]
- 全日本吹奏楽連盟名誉会員（1999年 - ）[24]
- 台湾ウインドアンサンブル（臺灣管樂團）音楽監督（2008年9月 - ）[5]
- おおみや市民吹奏楽団終身名誉音楽監督[25]（2009年11月 - ）
- ソニー吹奏楽団名誉指揮者[26]
- 阪神国公立大学吹奏楽連盟名誉顧問・名誉指揮者
- 中部楽器技術専門学校特別講師

## 受賞歴
- 1960年 - 埼玉県教育功労賞
- 1970年12月13日 - AWAPA（Academy of Wind and Percussion Arts）賞（アメリカ吹奏楽協会-National Band Association）[27]
- 1992年 - 国際音楽功労賞（ミッドウエスト・クリニック委員会）[28]
- 1999年 - 大宮市文化賞[29]
- 2007年 - 第17回日本管打・吹奏楽アカデミー賞 研究部門（日本管打・吹奏楽学会）[30]
- 2008年12月3日 - 社会教育功労者表彰（文部科学大臣）[31]
- 2013年 - 下總皖一音楽賞[32] 音楽文化貢献部門（埼玉県）[33]
- 2014年4月29日 - 旭日双光章（内閣府）
- 2021年12月14日 - 防衛大臣感謝状[34]
- 2023年5月28日 - 第32回日本管打・吹奏楽アカデミー賞 研究部門（日本管打・吹奏楽学会）[35]

## 作曲
- 行進曲「喜びの日に」（1960年）出版：音楽之友社[36]
- 日本の歌（1963年）出版：Ludwig Masters Publications[37]
- 行進曲「埼玉国体」（1967年）出版：音楽之友社[38][39]
- 長崎県スポーツ行進曲（1968年）[40][41]

### 校歌
- 大宮市立馬宮中学校 校歌（1959年）
- 埼玉県立北川辺高等学校 校歌（1976年）[42][43]
- 埼玉県立大宮武蔵野高等学校 校歌（1977年）[44]
- 西武台千葉中学校・高等学校 校歌（1986年）（現 校友の歌）

## 著書

### 書籍
- スクールバンドの指導と運営（1956年）[45]
- 管楽器指導者のためのやさしい楽器論（1980年）[46]
- 行進曲インデックス218（1984年）[47]
- バンドミュージック・インデックス552（1988年）[48]
- 吹奏楽指導全集1 吹奏楽の魅力（1988年）[49]
- 吹奏楽曲プログラム・ノート - 秋山紀夫が選んだ689曲（2003年）[50]
- 吹奏楽の歴史 〜学問として吹奏楽を知るために〜（2013年）[12]
- 吹奏楽曲プログラム・ノート2（2014年）[51]
- 吹奏楽の泉 〜1963 アメリカより〜（2017年）[1]
- 吹奏楽「昭和の資料集」～吹奏楽の歩み: 初期から成熟期にかけて～（2022年）[13]

### 翻訳
- ザ・ブラス・ブック：基本・金管奏法（1972年）[52]
- 吹奏楽曲の効果的演奏法：20世紀の吹奏楽曲における特殊な問題の解決法（1973年）[53]
- コー・スタイルによるマーチング・バンド・ドリル・テクニック（1979年・2011年）[54]
- ベーシック・バンド・レパートリー ― フレデリック・フェネルの実践的アナリューゼ（1985年）[55]
- タイム&ウィンズ：フレデリック・フェネルの吹奏楽小史 モンテヴェルディからウインド・アンサンブルまで（1985年）[56]

### 楽曲解説
- 葬送と勝利の大交響曲（作曲：エクトル・ベルリオーズ）（2014年）[57]
- ディオニソスの祭り（作曲：フローラン・シュミット）（2016年）[58]
- 行進曲「東洋と西洋」（作曲：カミーユ・サン＝サーンス）（2016年）[59]
- 表敬の行進曲（作曲：リヒャルト・ワーグナー）（2018年）[60]

### 教則本等
- クイックトレーニング[61]
- トータルトレーニング（1990年）[62]
- -吹奏楽のための- 毎日の10分間ウォームアップ（2002年/2011年）[63]
- 誰にでもできる合奏の基本トレーニング 〜吹奏楽指導者のための〜 ≪新訂版≫（1981年/2012年）[64]

### 教則DVD
- 秋山紀夫 誰にでもすぐに役立つバンドトレーニング術（2006年）[65]

## 録音
- CD
  - 『吹奏楽コンクール課題曲集 Vol.1 1962〜1969』[66]【廃盤】
  - 序曲「廣野をゆく」作曲：石井歓　演奏：大宮市立桜木中学校吹奏楽部
  - 指揮者
- CD『第9回世界吹奏楽大会1999 - カリフォルニア州サンルイスオビスポ（天方産業吹奏楽団）』（1999年）[67]
　「古祀2」作曲：保科洋　演奏：天方産業吹奏楽団　指揮者
- CD『第12回世界吹奏楽大会2005 - シンガポール（洗足学園音楽大学ウインド・アンサンブル／アンサンブル・ヌーボー）』（2005年）[68]
　行進曲「秋空に」
  - 作曲：上岡洋一　演奏：洗足学園音楽大学
  - 指揮者
- デジタル音源 「埼玉縣中學生の歌」
  - 作詞:吉澤浩平　作曲:下總皖一　演奏:大宮市立桜木中学校吹奏楽部
  - 指揮者[69][70]

## 出演
ラジオ
- ブラスのひびき - 初代パーソナリティ